# Control (album)
Control là album phòng thu thứ ba của ca sĩ người Mỹ Janet Jackson, phát hành ngày 4 tháng 2 năm 1986 bởi A&M Records. Jackson được quản lý và cũng là cha của cô Joseph Jackson sắp xếp một hợp đồng thu âm với A&M vào năm 1982 khi tròn 15 tuổi, và ông cũng giám sát toàn bộ quá trình sản xuất hai album đầu tay của nữ ca sĩ Janet Jackson (1982) và Dream Street (1984), nhưng đều không gặt hái thành công. Jackson sau đó sa thải Joseph khỏi vị trí quản lý và thay thế bằng John McClain, khi đó là giám đốc điều hành của hãng đĩa và được giới thiệu đến bộ đôi nhà sản xuất Jimmy Jam and Terry Lewis. Sự hợp tác giữa cả ba tạo nên một âm thanh khác hoàn toàn với khuôn mẫu lúc bấy giờ, kết hợp giữa rhythm and blues, funk, disco, giọng rap với synthesizer. Nội dung ca từ của đĩa nhạc được lấy cảm hứng từ một loạt những thay đổi trong cuộc đời cô, như cuộc hôn nhân ngắn ngủi với James DeBarge và việc cắt đứt mối quan hệ công việc với cha lẫn những thành viên còn lại trong gia đình Jackson.
Sau khi phát hành, Control nhận được những phản ứng tích cực từ các nhà phê bình âm nhạc, trong đó họ đánh giá cao sự thay đổi mạnh mẽ trong âm nhạc lẫn phong cách của Jackson, đồng thời coi cô là minh chứng điển hình cho sự tự lực cá nhân. Ngoài ra, đĩa nhạc còn nhận được ba đề cử giải Grammy tại lễ trao giải thường niên lần thứ 29, bao gồm Album của năm và Trình diễn giọng R&B nữ xuất sắc nhất, đồng thời giúp Jam và Lewis chiến thắng hạng mục Nhà sản xuất của năm, Phi cổ điển. Control cũng trở thành bước đột phá về mặt thương mại của nữ ca sĩ và giúp cô tiếp cận đến thị trường nhạc đại chúng, lọt vào top 10 ở một số quốc gia như Hà Lan, New Zealand và Vương quốc Anh. Đĩa nhạc đạt vị trí số một trên bảng xếp hạng Billboard 200 tại Hoa Kỳ ở tuần thứ 20 xuất hiện, trở thành album quán quân đầu tiên của Jackson tại đây. Tính đến nay, album đã bán được hơn mười triệu bản trên toàn cầu, trở thành một trong những album của nghệ sĩ nữ bán chạy nhất lịch sử.
Bảy đĩa đơn đã được phát hành từ Control, trong đó năm đĩa đơn thương mại của album "What Have You Done for Me Lately", "Nasty", "When I Think of You", "Control" và "Let's Wait Awhile" đều vươn đến top 5 trên bảng xếp hạng Billboard Hot 100, giúp Jackson trở thành nghệ sĩ nữ đầu tiên đạt được thành tích trên. Đĩa nhạc cũng lập kỷ lục về khoảng thời gian xuất hiện những đĩa đơn lâu nhất tại Hoa Kỳ với 65 tuần liên tiếp, đồng thời những video ca nhạc quảng bá cũng thể hiện khả năng nhảy của nữ ca sĩ và trở thành chất xúc tác cho sự thay đổi nhân khẩu học của MTV. Kể từ khi phát hành, Control được xem như tác phẩm truyền cảm hứng đến nhiều thế hệ nghệ sĩ nữ, và giúp Jackson, Jam và Lewis trở thành những người đi tiên phong của dòng nhạc R&B đương đại và tạo tiền đề cho thể loại new jack swing. Album cũng được Hiệp hội Thu âm Quốc gia và Đại sảnh danh vọng Rock and Roll liệt kê là một trong 200 Album Tuyệt Đỉnh của Mọi Thời Đại, và xếp hạng thứ 111 trong danh sách 500 Album vĩ đại nhất của Rolling Stone.

## Danh sách bài hát
| Control – Mặt A | Control – Mặt A                    | Control – Mặt A                            | Control – Mặt A                             | Control – Mặt A |
| STT             | Nhan đề                            | Sáng tác                                   | Sản xuất                                    | Thời lượng      |
| --------------- | ---------------------------------- | ------------------------------------------ | ------------------------------------------- | --------------- |
| 1.              | "Control"                          | James Harris III Terry Lewis Janet Jackson | Jimmy Jam Lewis Jackson [a]                 | 5:53            |
| 2.              | "Nasty"                            | Harris Lewis Jackson                       | Jam Lewis Jackson [a]                       | 4:03            |
| 3.              | "What Have You Done for Me Lately" | Harris Lewis Jackson                       | Jam Lewis Jackson [a]                       | 4:59            |
| 4.              | "You Can Be Mine"                  | Harris Lewis Jackson                       | Jam Lewis Jackson [a] Jellybean Johnson [a] | 5:16            |

| Control – Mặt B  | Control – Mặt B                                 | Control – Mặt B                      | Control – Mặt B                   | Control – Mặt B |
| STT              | Nhan đề                                         | Sáng tác                             | Sản xuất                          | Thời lượng      |
| ---------------- | ----------------------------------------------- | ------------------------------------ | --------------------------------- | --------------- |
| 5.               | "The Pleasure Principle"                        | Monte Moir                           | Moir Jackson [a] Steve Wiese [a]  | 4:58            |
| 6.               | "When I Think of You"                           | Harris Lewis Jackson                 | Jam Lewis Jackson [a]             | 3:56            |
| 7.               | "He Doesn't Know I'm Alive"                     | Spencer Bernard                      | Jam Lewis Jackson [a] Bernard [a] | 3:30            |
| 8.               | "Let's Wait Awhile"                             | Harris Lewis Jackson Melanie Andrews | Jam Lewis Jackson                 | 4:37            |
| 9.               | "Funny How Time Flies (When You're Having Fun)" | Harris Lewis Jackson                 | Jam Lewis Jackson [a]             | 4:29            |
| Tổng thời lượng: | Tổng thời lượng:                                | Tổng thời lượng:                     | Tổng thời lượng:                  | 41:48           |

| Control – Ấn bản đầu tiên tại Nhật Bản | Control – Ấn bản đầu tiên tại Nhật Bản          | Control – Ấn bản đầu tiên tại Nhật Bản | Control – Ấn bản đầu tiên tại Nhật Bản | Control – Ấn bản đầu tiên tại Nhật Bản |
| STT                                    | Nhan đề                                         | Sáng tác                               | Sản xuất                               | Thời lượng                             |
| -------------------------------------- | ----------------------------------------------- | -------------------------------------- | -------------------------------------- | -------------------------------------- |
| 5.                                     | "Start Anew"                                    | Ralph McCarthy Yuji Toriyama           | 30th Music                             | 4:19                                   |
| 6.                                     | "The Pleasure Principle"                        | Moir                                   | Moir Jackson [a] Wiese [a]             | 4:58                                   |
| 7.                                     | "When I Think of You"                           | Harris Lewis Jackson                   | Jam Lewis Jackson [a]                  | 3:56                                   |
| 8.                                     | "He Doesn't Know I'm Alive"                     | Bernard                                | Jam Lewis Jackson [a] Bernard [a]      | 3:30                                   |
| 9.                                     | "Let's Wait Awhile"                             | Harris Lewis Jackson Andrews           | Jam Lewis Jackson                      | 4:37                                   |
| 10.                                    | "Funny How Time Flies (When You're Having Fun)" | Harris Lewis Jackson                   | Jam Lewis Jackson [a]                  | 4:29                                   |
| Tổng thời lượng:                       | Tổng thời lượng:                                | Tổng thời lượng:                       | Tổng thời lượng:                       | 46:07                                  |

Ghi chú
- ^[a]  nghĩa là đồng sản xuất

## Xếp hạng
| Bảng xếp hạng (2001–2002)                | Vị trí cao nhất |
| ---------------------------------------- | --------------- |
| Album Úc (Kent Music Report)             | 25              |
| Canada Top Albums/CDs (RPM)              | 11              |
| Album Hà Lan (Album Top 100)             | 7               |
| Album Châu Âu (Music & Media)            | 24              |
| Album Đức (Offizielle Top 100)           | 36              |
| Album Nhật Bản (Oricon)                  | 57              |
| Album New Zealand (RMNZ)                 | 5               |
| Album Nam Phi (RISA)                     | 1               |
| Album Thụy Điển (Sverigetopplistan)      | 47              |
| Album Thụy Sĩ (Schweizer Hitparade)      | 28              |
| Album Anh Quốc (OCC)                     | 8               |
| Album Hoa Kỳ Billboard 200               | 1               |
| Album Hoa Kỳ Top R&B/Hip-Hop (Billboard) | 1               |

| Bảng xếp hạng (1986)                      | Vị trí |
| ----------------------------------------- | ------ |
| Album Canada (RPM)                        | 34     |
| Album Hà Lan (Album Top 100)              | 20     |
| Album Châu Âu (Music & Media)             | 63     |
| Album New Zealand (RMNZ)                  | 39     |
| Hoa Kỳ Billboard 200                      | 6      |
| Hoa Kỳ Top R&B/Hip-Hop Albums (Billboard) | 2      |
| Bảng xếp hạng (1987)                      | Vị trí |
| Album Canada (RPM)                        | 46     |
| Album Hà Lan (Album Top 100)              | 42     |
| Album Châu Âu (Music & Media)             | 87     |
| Album Anh Quốc (OCC)                      | 60     |
| Hoa Kỳ Billboard 200                      | 5      |
| Hoa Kỳ Top R&B/Hip-Hop Albums (Billboard) | 5      |

| Bảng xếp hạng                             | Vị trí |
| ----------------------------------------- | ------ |
| Hoa Kỳ Billboard 200                      | 72     |
| Hoa Kỳ Billboard 200 (Nữ)                 | 24     |
| Hoa Kỳ Top R&B/Hip-Hop Albums (Billboard) | 16     |

## Chứng nhận
| Quốc gia                                  | Chứng nhận  | Số đơn vị/doanh số chứng nhận |
| ----------------------------------------- | ----------- | ----------------------------- |
| Canada (Music Canada)                     | Bạch kim    | 100.000^                      |
| Hà Lan (NVPI)                             | Bạch kim    | 100.000^                      |
| New Zealand (RMNZ)                        | Vàng        | 7.500^                        |
| Anh Quốc (BPI)                            | Bạch kim    | 324,000                       |
| Hoa Kỳ (RIAA)                             | 5× Bạch kim | 6,379,000[d]                  |
| Tổng hợp                                  |             |                               |
| Toàn cầu                                  | —           | 10,000,000                    |
| ^ Chứng nhận dựa theo doanh số nhập hàng. |             |                               |